# Hormonul foliculostimulant
Hormonul foliculostimulant (FSH) reprezintă un hormon gonadotrop glicoproteic, secretat de lobul anterior al hipofizei. Alte denumiri similare utilizate în literatura de specialitate sunt: gonadotrofină A,foliculostimulină.
La bărbați FSH stimulează spermatogeneza (un nivel scăzut de hormoni gonadotropi poate cauza azoospermie). La femei FSH, alături de LH, stimulează creșterea și maturarea foliculilor și biosinteza estrogenului la nivel folicular. Nivelul de FSH are un maxim în perioada de mijloc a ciclului menstrual (faza ovulatorie), însă cu o creștere mai mică decât în cazul LH
În mod simplist, nivelul de FSH și LH este crescut în cazurile în care hormonii sexuali au o producție deficitară (hipogonadism, sindrom Klinefelter, anorhidie, sindromul testiculului feminizant, alcoolism, castrare, menopauză). Nivelul de FSH și LH este scăzut în insuficiență hipofizară sau hipotalamică, tumori testiculare sau suprarenaliene care influențează secreția de estrogeni sau androgeni.
Creșterea nivelului bazal de LH, cu un raport LH/FSH >2, la o pacientă cu anovulație cronică este sugestivă pentru ovarul polichistic. 